# 希斯凱帕

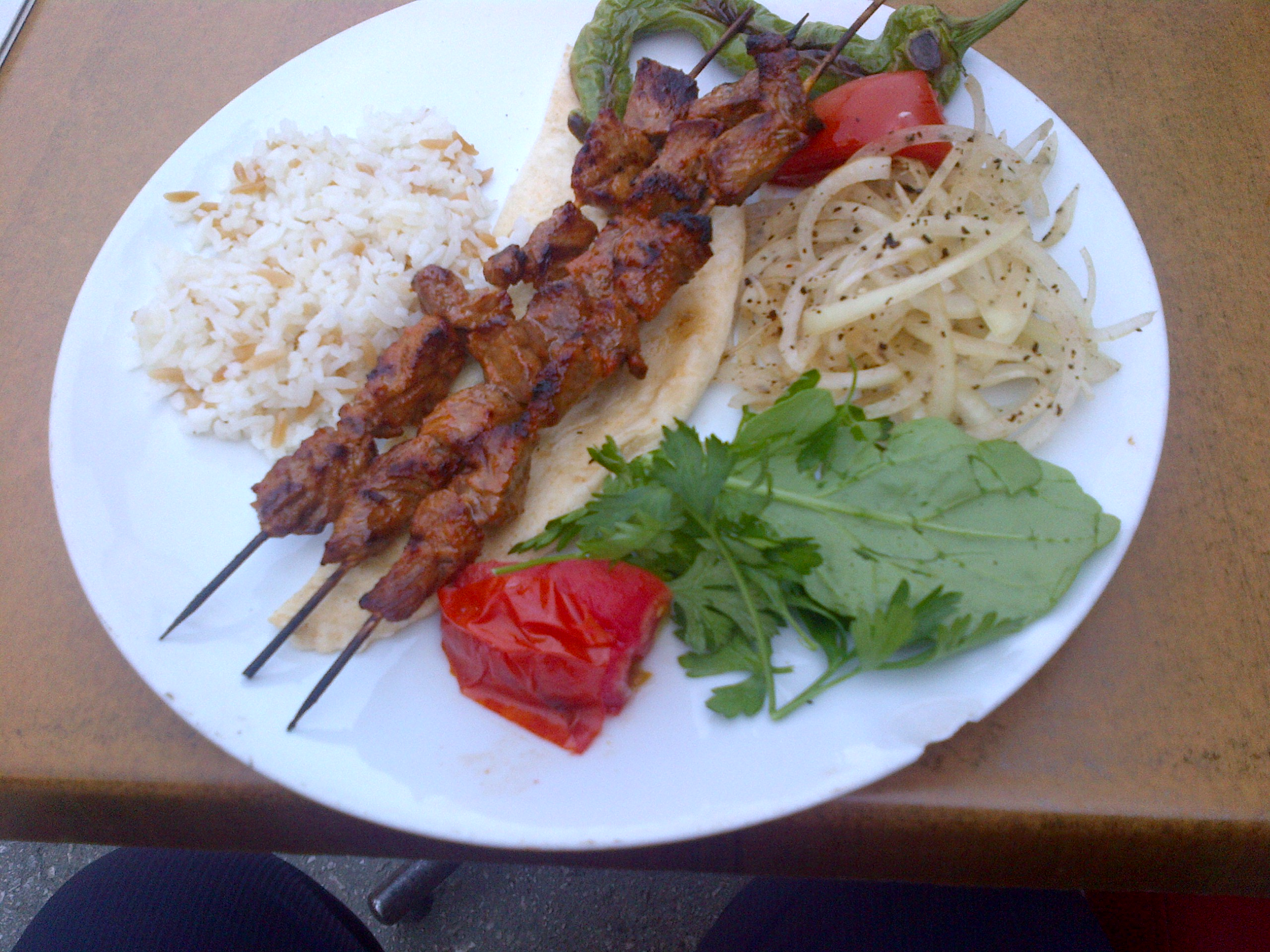
一盤希斯凱帕餐點

希斯凱帕（英語：Shish kebab，波斯語：‎)是一种源自中东流行的烤肉串，传统上由羊肉（土耳其語：kuzu şiş）制成，但也有牛肉或小牛肉（土耳其語：dana şiş）、剑鱼（土耳其語：kılıç şiş）和鸡肉（土耳其語：tavuk şiş）等變體。在土耳其，中东烤肉和配上的蔬菜是分开烤的，通常不在同一串上。

## 词源
土耳其语şiş（英語：shish）作为食物器具的最早的文学证据来自11世纪由麻赫穆德·喀什噶里撰写的《突厥语大词典》。他将shish定义为扦插和“安排面条的工具”（minzam tutmaj）。然而，所有后来已知的对shish的历史参考将其定义为串。
土耳其语单词kebap源自阿拉伯语单词kabāb，意思是“烤肉”。它早在14世纪就出现在土耳其文本中。词源学家说，这个词在古老的阿卡德语中与“kabābu”具有相同的含义，在阿拉姆语中则为 “kbabā/כבבא” 。